# Ferdinando Federico di Anhalt-Köthen
Federico Ferdinando di Anhalt-Köthen (Pleß, 25 giugno 1769 – Köthen, 23 agosto 1830) è stato un generale prussiano.
Fu Duca di Anhalt-Köthen della dinastia degli Ascanidi.

## Biografia
Ferdinando era figlio del Principe Federico Ermanno di Anhalt-Köthen e della Contessa Luisa Ferdinanda di Stolberg-Wernigerode. Nel 1786 entrò al servizio dell'esercito prussiano divenendo ben presto Generale Maggiore e combattendo nelle campagne militari del Reno tra il 1792 ed il 1794.
Alla morte del padre (1797) ottenne di accedere al trono del Principato di Pleß, sempre compreso nei domini degli Anhalt-Köthen, tornando nuovamente nelle schiere dell'esercito prussiano a partire dal 1806. Presente alla Battaglia di Jena combatté più volte l'esercito francese in Boemia ed in Austria. Altri scontri a cui partecipò ebbero luogo nei Paesi Bassi e in Francia.
Si sposò in prime nozze con Luisa di Schleswig-Holstein-Sonderburg-Beck (1783-1803). Nel 1816, alla morte della prima moglie si risposò con Giulia di Brandeburgo (1793-1848), figlia del Re Federico Guglielmo II di Prussia e della sua moglie morganatica, la contessa Sofia di Dönhoff.
Nel 1818, alla morte del Duca Luigi Augusto di Anhalt-Köthen, gli succedette nella reggenza del Ducato di Anhalt-Köthen, cedendo il Principato di Anhalt-Köthen-Pleß al fratello Enrico.
In una sua visita a Parigi del 1825 Ferdinando si convertì con la moglie Giulia al cattolicesimo. Proprio per questa sua conversione, nell'Anhalt-Köthen si intensificarono le battaglie di religione, soprattutto per quanto riguarda gli influssi della Chiesa Evangelica. Il Duca, come suo confessore, chiamò a Köthen il gesuita Pierre-Jean Beckx (1795-1887).
A Grimschleben presso Nienburg chiamò l'Architetto classicista Gottfried Bandhauer per realizzare alcune opere nel suo palazzo.  Nel 1828 venne fondata in suo nome una colonia dell'Anhalt-Köthen nell'Ucraina del Sud, denominata "Askania Nova", in un'area compresa tra le steppe dei Tauri, a nord di Halbinsel Krim.
Tra il 1823 ed il 1828 fece costruire il Ferdinandsbau del Castello di Köthen, nel 1829 l'Ospedale dei Barnabiti e nel 1830 la Chiesa cattolica di Santa Maria, sempre a Köthen.
Ferdinando morì senza eredi a Köthen, il 23 agosto 1830 e venne sepolto nella cripta della chiesa di Santa Maria da lui fatta erigere. Sua moglie Giulia si ritirò a vita privata a Vienna e sul trono di Anhalt-Köthen succedette il fratello di Ferdinando Federico, Enrico.

## Ascendenza
|                                                      |                                                    |                                                    | Genitori                                              |  |  | Nonni |  |  | Bisnonni                                       |  |  | Trisnonni                              |  |
|                                                      |                                                    |                                                    |                                                       |  |  |       |  |  | 8. Emanuel Lebrecht, principe di Anhalt-Köthen |  |  | 16. Emanuel, principe di Anhalt-Köthen |  |
|                                                      |                                                    |                                                    |                                                       |  |  |       |  |  | 8. Emanuel Lebrecht, principe di Anhalt-Köthen |  |  | 16. Emanuel, principe di Anhalt-Köthen |  |
|                                                      |                                                    | 17. Anna Eleonore zu Stolberg-Wernigerode          |                                                       |  |  |       |  |  | 8. Emanuel Lebrecht, principe di Anhalt-Köthen |  |  |                                        |  |
| 4. August Ludwig, principe di Anhalt-Köthen          |                                                    |                                                    |                                                       |  |  |       |  |  | 8. Emanuel Lebrecht, principe di Anhalt-Köthen |  |  |                                        |  |
|                                                      |                                                    | 9. Gisela Agnes von Rath                           | 18. Balthasar Wilhelm von Rath                        |  |  |       |  |  |                                                |  |  |                                        |  |
|                                                      |                                                    | 9. Gisela Agnes von Rath                           | 18. Balthasar Wilhelm von Rath                        |  |  |       |  |  |                                                |  |  |                                        |  |
|                                                      |                                                    | 9. Gisela Agnes von Rath                           | 19. Magdalene Dorothee von Wuthenau                   |  |  |       |  |  |                                                |  |  |                                        |  |
| 2. Friedrich Erdmann, principe di Anhalt-Köthen-Pleß |                                                    | 9. Gisela Agnes von Rath                           |                                                       |  |  |       |  |  |                                                |  |  |                                        |  |
|                                                      |                                                    | 10. Erdmann II, principe di Promnitz-Pless         | 20. Balthasar Erdmann, conte di Promnitz-Pless        |  |  |       |  |  |                                                |  |  |                                        |  |
|                                                      |                                                    | 10. Erdmann II, principe di Promnitz-Pless         | 20. Balthasar Erdmann, conte di Promnitz-Pless        |  |  |       |  |  |                                                |  |  |                                        |  |
|                                                      |                                                    | 10. Erdmann II, principe di Promnitz-Pless         | 21. Emilie Agnes Reuß zu Schleiz                      |  |  |       |  |  |                                                |  |  |                                        |  |
| 5. Emilie von Promnitz-Pless                         |                                                    | 10. Erdmann II, principe di Promnitz-Pless         |                                                       |  |  |       |  |  |                                                |  |  |                                        |  |
|                                                      |                                                    | 11. Anna Marie von Sachsen-Weissenfels             | 22. Johann Adolf I, duca di Sassonia-Weissenfels      |  |  |       |  |  |                                                |  |  |                                        |  |
|                                                      |                                                    | 11. Anna Marie von Sachsen-Weissenfels             | 22. Johann Adolf I, duca di Sassonia-Weissenfels      |  |  |       |  |  |                                                |  |  |                                        |  |
|                                                      |                                                    | 11. Anna Marie von Sachsen-Weissenfels             | 23. Johanna Magdalena von Sachsen-Altenburg           |  |  |       |  |  |                                                |  |  |                                        |  |
| 1. Ferdinand, duca di Anhalt-Köthen                  |                                                    | 11. Anna Marie von Sachsen-Weissenfels             |                                                       |  |  |       |  |  |                                                |  |  |                                        |  |
|                                                      | 12. Christian Ernst, conte di Stolberg-Wernigerode | 24. Ludwig Christian, conte di Stolberg-Gedern     |                                                       |  |  |       |  |  |                                                |  |  |                                        |  |
|                                                      | 12. Christian Ernst, conte di Stolberg-Wernigerode | 24. Ludwig Christian, conte di Stolberg-Gedern     |                                                       |  |  |       |  |  |                                                |  |  |                                        |  |
|                                                      | 12. Christian Ernst, conte di Stolberg-Wernigerode | 25. Christine von Mecklenburg-Güstrow              |                                                       |  |  |       |  |  |                                                |  |  |                                        |  |
| 6. Heinrich Ernst II, conte di Stolberg-Wernigerode  | 12. Christian Ernst, conte di Stolberg-Wernigerode |                                                    |                                                       |  |  |       |  |  |                                                |  |  |                                        |  |
|                                                      |                                                    | 13. Sophie Charlotte zu Leiningen-Westerburg       | 26. Johann Anton, conte di Leiningen-Westerburg       |  |  |       |  |  |                                                |  |  |                                        |  |
|                                                      |                                                    | 13. Sophie Charlotte zu Leiningen-Westerburg       | 26. Johann Anton, conte di Leiningen-Westerburg       |  |  |       |  |  |                                                |  |  |                                        |  |
|                                                      |                                                    | 13. Sophie Charlotte zu Leiningen-Westerburg       | 27. Christine Luise zu Sayn-Wittgenstein              |  |  |       |  |  |                                                |  |  |                                        |  |
| 3. Luise zu Stolberg-Wernigerode                     |                                                    | 13. Sophie Charlotte zu Leiningen-Westerburg       |                                                       |  |  |       |  |  |                                                |  |  |                                        |  |
|                                                      |                                                    | 14. August Ludwig, principe di Anhalt-Köthen (= 4) | 28. Emanuel Lebrecht, principe di Anhalt-Köthen (= 8) |  |  |       |  |  |                                                |  |  |                                        |  |
|                                                      |                                                    | 14. August Ludwig, principe di Anhalt-Köthen (= 4) | 28. Emanuel Lebrecht, principe di Anhalt-Köthen (= 8) |  |  |       |  |  |                                                |  |  |                                        |  |
|                                                      |                                                    | 14. August Ludwig, principe di Anhalt-Köthen (= 4) | 29. Gisela Agnes von Rath (= 9)                       |  |  |       |  |  |                                                |  |  |                                        |  |
| 7. Christiane Anna von Anhalt-Köthen                 |                                                    | 14. August Ludwig, principe di Anhalt-Köthen (= 4) |                                                       |  |  |       |  |  |                                                |  |  |                                        |  |
|                                                      |                                                    | 15. Emilie von Promnitz-Pless (= 5)                | 30. Erdmann II, principe di Promnitz-Pless (= 10)     |  |  |       |  |  |                                                |  |  |                                        |  |
|                                                      |                                                    | 15. Emilie von Promnitz-Pless (= 5)                | 30. Erdmann II, principe di Promnitz-Pless (= 10)     |  |  |       |  |  |                                                |  |  |                                        |  |
|                                                      |                                                    | 15. Emilie von Promnitz-Pless (= 5)                | 31. Anna Marie von Sachsen-Weissenfels (= 11)         |  |  |       |  |  |                                                |  |  |                                        |  |
|                                                      |                                                    | 15. Emilie von Promnitz-Pless (= 5)                |                                                       |  |  |       |  |  |                                                |  |  |                                        |  |